# 森車站 (北海道)
森車站（日语：／ Mori eki */?）是一由北海道旅客鐵道（JR北海道）所經營的鐵路車站，位於日本北海道茅部郡森町，是JR北海道函館本線上的主要車站之一，也是函館本線的主線與砂原支線的交會點。森車站屬於JR北海道函館支社的管理範圍，配置有站務人員，並負責周遭一些小型車站的代管工作。

## 簡介
位於函館本線主、支線交會要衝，也是所在地森町主車站的森車站，是臥舖特急「北斗星」與「仙后座」、特急「超級北斗」（スーパー北斗）及「北斗」，與快速列車「鳶尾花」（アイリス）等行駛於函館本線上的優等列車之停靠車站。自本站開始往長萬部方向（下行方向）直至鷲之巢信號場（鷲ノ巣）為止的函館本線，配置有北海道地區比較少見的全複線路線。
除了函館本線之外，1927年至1945年之間森車站原本還是渡島海岸鐵道與函館本線的交會車站，但該鐵路公司已於1945年收歸國有時廢線，由新通車的函館本線森 - 渡島砂原之間路段（也就是砂原支線）取而代之。
在森車站的車站內有家名為「阿部商店」、歷史超過百年的車站便當業者，以其出品的烏賊飯（いかめし，是北海道渡島地方的地方菜色）在日本全國擁有高度的知名度。

## 車站構造
島式月台與側式月台組成的2面3線地面車站。1、2號月台中間設有中線，以便下行列車作為通過線使用。3號月台外側的留置線之先為海岸。

### 月台配置
| 月台 | 路線      | 目的地                         |
| ---- | --------- | ------------------------------ |
| 1    | ■函館本線 | 八雲、長萬部、東室蘭、札幌方向 |
| 2    | ■函館本線 | 待避線、此站折返               |
| 3    | ■函館本線 | 新函館北斗、函館方向           |

## 相鄰車站
北海道旅客鐵道（JR北海道）
■函館本線（本線）
■特急「北斗」（1、3、18、19、20、21、22）
新函館北斗（H70）－森（H62）－八雲（H54）
■特急「北斗」（其他班次）
大沼公園（H67）－森（H62）－八雲（H54）
■普通
駒岳（H65）－（姬川信號場）－森（H62）－（石谷信號場）－石倉（H58）
■函館本線（砂原支線）
普通
東森（N63）－森（H62）

### 曾經存在的路線
渡島海岸鐵道
渡島海岸鐵道線
森－新川停留所－東森

## 外部連結
- JR北海道森站 Archive.today的存檔，存档日期2024-03-01（日語）（页面存档备份，存于）